# Fela Kuti
Fela Anikulapo Kuti (Abeokuta, 1938. október 15. – Lagos, 1997. augusztus 2.) nigériai zenész, komponista, az afrobeat egyik első muzsikusa, emberjogi aktivista.
Apja zeneszerző és prédikátor volt, édesanyja politikai mozgalmár. Testvérei orvosnak, ő pedig zenésznek tanult Londonban. Az európai klasszikus zene mellett megtanulta a trombitajátékot is. 1963-ban tért vissza hazájába, és megalakította Fela Ransome-Kuti Quartet-et. Következő együttese a Koola Lobitos volt, amellyel megszületett az afrobeat nyugat-afrikai joruba ritmusokat, néger tánczenét, calypsót, soult és funkot ötvözve. Lagosban hamarosan ismertté váltak. Fela Kuti ekkor már játszott szaxofonon és billentyűsökön is.
Egy stadionban egyszerre 27 nőt vett feleségül.
Az együttes átlagosan évente nyolc lemezt adott ki. Közben az együttes neve Afrika 70-re változott Kuti politikai radikalizmusát kifejezve. Kapcsolatba lépett ugyanis a Fekete Párducokkal, és elkezdett politikai szövegeket írni. Lagos külvárosában önálló „államot” alapított Kalakuta Köztársaság néven. Itt, a házában volt a stúdiója, zenészei, barátai voltak az állampolgárok.
1977-ben egy hivatalos művészeti fesztiválon való részvételt bojkottált, helyette kiadta a később legtöbb példányban eladott albumát, a Zombie-t, amelyben a nigériai katonákat nevezi zombiknak. Több száz katona támadta meg a Kalakutát, édesanyját megölték, feleségeit megerőszakolták, őt magát összeverték, majd Ghanába száműzték.
Többször is elítélték, egy alkalommal csak a közvélemény nyomására nem börtönözték be.
A nyolcvanas években átnevezte a zenekart Egypt 80-ra.
AIDS következtében rátört szívelégtelenségben hunyt el.

## Válogatott diszkográfia
- Fela’s London Scene (1970)
- Live! (1971)
- Shakara (1972)
- Afrodisiac (album) (1973)[3]
- Confusion (1975)
- Monkey Banana (1975)
- Upside Down (1976)
- Yellow Fever (1976)
- Na Poi (1976)
- No Agreement (1977)
- Zombie (1977)
- Stalemante (1977)
- Oppsite People (1977)
- Sorrow Tears and Blood (1977)
- Authority Stealing (1980)
- Original Suffer Head (1984)
- Army Arrangement (1984)
- Live in Amsterdam (1985)
- Music of Many Colours (1986)
- Teacher Don’t Teach Me Nonsense (1987)
- Beasts of No Nation (1989)
- Odoo (1989)
- Black Man’s Cry (1992)
- Underground System (1992)
- The ’69 Los Angeles Session (1994)
- Buy Africa (1997)
- Music Is The Weapon Of The Future (1998)
- Lagos Baby 1963-1969 (2007)
- Live In Detroit 1986 (2012)